# Участники уголовного судопроизводства в Российской Федерации
Участники уголовного судопроизводства согласно уголовно-процессуальному законодательству РФ — лица, принимающие участие в уголовном процессе. Участники уголовного судопроизводства наделяются определёнными процессуальными правами и обязанностями, закреплёнными в законодательстве.

## Суд
Суд — любой суд общей юрисдикции, рассматривающий уголовное дело по существу и выносящий решения, предусмотренные УПК РФ.
Суд не относится ни к стороне обвинения, ни к стороне защиты. Этим законодатель подчёркивает, что для суда главным является не карательная функция, а создание необходимых условий для исполнения сторонами их процессуальных обязанностей и осуществления предоставленных им прав.

## Участники уголовного судопроизводства со стороны обвинения

### Прокурор
Прокурор – является должностным лицом, уполномоченным осуществлять от имени государства уголовное преследование, в том числе поддерживать гос. обвинение в суде и надзор за процессуальной деятельностью органов дознания и органов предварительного следствия.
Прокурор — Генеральный прокурор Российской Федерации и подчиненные ему прокуроры, их заместители и иные должностные лица органов прокуратуры, участвующие в уголовном судопроизводстве и наделенные соответствующими полномочиями федеральным законом о прокуратуре.
В результате реформы 2007 г. прокурор перестал быть субъектом, осуществляющим производство предварительного расследования. Тем не менее, в ряде стран континентальной Европы прокурор до сих пор сохраняет данную функцию. Так, в ФРГ прокуратура расследует самые разные уголовные дела. В основном, это дела об экономических преступлениях, о самых тяжких преступлениях и вызвавшие общественный резонанс дела. Кроме того, немецкий прокурор для помощи в производстве следственных действий может задействовать некое "орудие" («Verlängerter Arm der Staatsanwaltschaft») - "лицо, привлекаемое прокуратурой для производства дознания".

### Следователь
Следователь — должностное лицо, уполномоченное осуществлять предварительное следствие по уголовному делу, а также иные полномочия, предусмотренные УПК РФ.

### Руководитель следственного органа
Руководитель следственного органа — должностное лицо, возглавляющее соответствующее следственное подразделение, а также его заместитель.

### Органы дознания
Органы дознания — государственные органы и должностные лица, уполномоченные в соответствии с настоящим Кодексом осуществлять дознание и другие процессуальные полномочия

### Начальник подразделения дознания
Начальник подразделения дознания — должностное лицо органа дознания, возглавляющее соответствующее специализированное подразделение, которое осуществляет предварительное расследование в форме дознания, а также его заместитель.

### Начальник органа дознания
Начальник органа дознания - должностное лицо, возглавляющее соответствующий орган дознания, а также его заместитель.

### Дознаватель
Дознаватель — должностное лицо органа дознания, правомочное либо уполномоченное начальником органа дознания осуществлять предварительное расследование в форме дознания, а также иные полномочия, предусмотренные УПК РФ.

### Потерпевший
Потерпевшим является физическое лицо, которому преступлением причинен физический, имущественный, моральный вред, а также юридическое лицо в случае причинения преступлением вреда его имуществу и деловой репутации. Решение о признании потерпевшим оформляется постановлением дознавателя, следователя или суда.

### Частный обвинитель
Частным обвинителем является лицо, подавшее заявление в суд по уголовному делу частного обвинения в порядке, установленном статьей 318 УПК РФ, и поддерживающее обвинение в суде.
Частный обвинитель наделяется следующими правами 
•	ознакомиться с материалами дела и подготовиться к участию в судебном разбирательстве; 
•	предоставлять доказательства и участвовать в их исследовании; 
•	излагать суду своё мнение по существу обвинения и другим вопросам, возникающим в ходе судебного разбирательства, высказывать предложения о применении уголовного закона и назначении подсудимому наказания, 
•	предъявлять и поддерживать гражданский иск;
•	отказаться от обвинения и помириться с подсудимым.

### Гражданский истец
Гражданским истцом является физическое или юридическое лицо, предъявившее требование о возмещении имущественного вреда, при наличии оснований полагать, что данный вред причинен ему непосредственно преступлением. Решение о признании гражданским истцом оформляется определением суда или постановлением судьи, следователя, дознавателя. Гражданский истец может предъявить гражданский иск и для имущественной компенсации морального вреда.

### Представители потерпевшего, гражданского истца и частного обвинителя
Представителями потерпевшего, гражданского истца и частного обвинителя могут быть адвокаты, а представителями гражданского истца, являющегося юридическим лицом, также иные лица, правомочные в соответствии с Гражданским кодексом Российской Федерации представлять его интересы. По постановлению мирового судьи в качестве представителя потерпевшего или гражданского истца могут быть также допущены один из близких родственников потерпевшего или гражданского истца либо иное лицо, о допуске которого ходатайствует потерпевший или гражданский истец.

## Участники уголовного судопроизводства со стороны защиты
- Подозреваемый
- Обвиняемый
- Подсудимый
- Законные представители несовершеннолетнего подозреваемого и обвиняемого
- Защитник
- Гражданский ответчик
- Представитель гражданского ответчика

## Иные участники уголовного судопроизводства
Иные участники, как и суд, не выступают на стороне обвинения или защиты. Они являются источниками доказательственной информации либо привлекаются для оказания технической или иной помощи (содействия) и удостоверения хода и результатов следственных действий. Никто из них не должен быть заинтересован в исходе дела.